# 최정인 (연출가)
최정인은 대한민국의 텔레비전 드라마 연출감독이다.

## 학력 및 경력
- MBC 프로듀서

## 드라마
- 2021년 MBC 수목 미니시리즈 《미치지 않고서야》 ... 연출
- 2023년 MBC 금토 미니시리즈 《밤에 피는 꽃》 ... 공동 연출
- 2025년 MBC 금토 미니시리즈 《언더커버 하이스쿨》 ... 연출